# Ненана (река)
 Ненана (англ. Nenana River) — река на Аляске, США, самый большой приток реки Танана (бассейн Юкона). Длина составляет 230 км.

## География и гидрология
Исток реки находится на леднике Ненана (северный склон Аляскинского хребта в центральной Аляске) в 160 км от города Фэрбанкс. Далее Ненана течёт сначала на запад, затем на север. Образует восточную границу Национального парка Денали. После гористой местности протекает по болотистой долине Танана. Впадает в реку Танана в районе посёлка Ненана в 56 км юго-западнее города Фэрбанкс. Верховья реки на протяжении 160 км находятся вдоль шоссе, соединяющего города Фэрбанкс и Анкоридж.

## История открытия и этимология названия
Ненана была открыта и исследована в 1885 году лейтенантом американской армии Генри Алленом. Ален назвал её рекой Кэнтуэл в честь лейтенанта Кэнтуэла, который исследовал в 1884-85 годах реку Коубук. Аборигены называли реку «Tutlut». Ненана — это современное произношение названия этой реки индейцами племени Танана.

## Туризм
Река Ненана — популярное место для рафтинга.

## Галерея
- Рафтеры на Ненане
- Водопад Ненана